# Franco Sensi
Franco Sensi (Rim, 29. srpnja 1926. – Rim, 17. kolovoza 2008.) bio je talijanski tajkun i predsjednik nogometnog kluba Roma 15 godina, sve do svoje smrti. 
Klub je izvukao iz krize koja ga je tada zadesila i uzdigao ga u sam vrh Serie A i Europe. Preuzeo je klub u svibnju 1993. zajedno s Pietrom Mezzaromom da bi 8. rujna 1993. postao jedini direktor. Rođen je i umro u Rimu, te je bio predsjednik tvrtke koja se vrlo uspješno bavila preradom nafte. Romu, koja je bila pred bankrotom kad ju je preuzeo, doveo je u sam vrh najpoznatijih europskih klubova i zato su mi zahvalni mnogi "Romanisti"
Pod Sensijevim vođenjem Roma je osvojila jedan "scudetto" u sezoni 2000./01., dva Talijanska superkupa (2001. i 2007.) te dva kupa (2007. i 2008.).
Na čelu kluba naslijedila ga je kćer Rosella. Sensi je također nagrađen ordenom "Cavaliere del lavoro" 1995. godine.